# Romeinse villa

Voorbeeld van een Romeinse villa

Een Romeinse villa  is een woningtype uit het Romeinse Rijk.

## Oorsprong
Kort voor het begin van onze jaartelling brak een periode van betrekkelijk vreedzame orde aan in het Romeinse Rijk, de zogenaamde Pax Romana. Deze werd door de Romeinen aan de door hen onderworpen volken in de provincies opgelegd middels het overwicht van hun militaire macht. De Romeinen hielden hun snel verplaatsbare legioenen alleen daar waar het echt nodig was, met hun legerplaatsen garandeerden ze rust en orde.
De Romeinse invloed liet zich zowel op economisch, politiek, sociaal als cultureel gebied gelden in de verschillende delen van het Rijk. Zo werden nieuwe producten geïntroduceerd en verspreidden de Romeinen hun kundigheid op technisch gebied. Overal in het Rijk nam de plaatselijke bevolking de Romeinse organisatievormen en gewoonten over, nieuwe steden werden gebouwd naar Romeins voorbeeld en op het platteland verrezen de Romeinse villa's.
Deze verspreiding van de Romeinse cultuur onder de (bovenlaag van de) plaatselijke bevolking noemen we romanisering. Toch waren de Romeinen niet in alles overheersend; beïnvloeding geschiedde over en weer en de beschaving die zich ontwikkelde was weliswaar in hoofdzaak Romeins, maar werd beïnvloed door elementen uit de bestaande culturen in de verschillende streken. Nog steeds komen uit de bodem resten van gebouwen, aardewerk, glas, munten en allerhande voorwerpen tevoorschijn. Door deze resten en de geschriften van oude schrijvers zorgvuldig en kritisch te bestuderen, kunnen we ons een beeld vormen van hoe het leven en de woonomstandigheden er in die tijd moeten hebben uitgezien. Zo weten we dat de Romeinen, net als wij, veel verschillende soorten huizen kenden. De huizen waren aangepast aan de rijkdom van de eigenaar, de beschikbare ruimte, de behoeften van de bewoners en de functies die de huizen moesten vervullen. Wonen op het platteland verschilde van wonen in de stad.

### Twee types
De Romeinse villa's die werden gebouwd op het platteland kunnen worden ingedeeld in twee verschillende typen: de villa urbana en de villa rustica.
- De villa urbana diende als woonhuis voor een rijke stedeling. Dit type villa kwam overeen met wat men nu onder een villa verstaat; een luxueuze, vrijstaande woning. Ze was gelegen op maximum twee dagen reizen van een stad.
- De villa rustica was een herenboerderij waaromheen onderkomens voor het personeel, de stallen voor het vee, voorraadschuren en landerijen lagen. In de villa rustica woonden permanent dienaren of tot slaaf gemaakten, die werkten voor de eigenaar.

## Pliniusen navolgers over de Romeinse villa

### De plinische villa als type
De villa werd door Plinius gezien als een manier om zich als stedeling te ontdoen van dagelijkse verplichtingen. Het gegeven van escapisme werd meermaals beschreven tijdens de oudheid en was een wederkerend element in het leven van de welgestelde Romeinen. Invloedrijke figuren zoals Plinius werden in de stad vaak "lastiggevallen" door cliënteel of personen die uit opportunistische bewegingen toenadering zochten. Het platteland was zeer rustig en vormde dus een ideale setting om het chaotische bestaan van de stad even te vergeten. De villa was een autonome wereld waar de eigenaar zijn eigen wetten kon laten gelden. Die onbegrensde controle elimineerde alle mogelijke ongewenste verrassingen die in de stad op de loer lagen. Plinius kon dagen spenderen aan studeren waarvoor geen enkel buitenverblijf ver genoeg kon zijn. Hoe verder hij van Rome verwijderd was hoe meer rust dit hem kon bieden. De villa was een veilige, beschuttende cocon. De Plinische villa's kunnen echter niet losgedacht worden van de stad. Het type onttrok zich dan wel fysiek aan het stedelijke weefsel, ideologisch echter bleef het eraan geketend. De la Ruffinière du Prey, architectuurhistoricus, zei hierover:

The villa seeks isolation, yet it is a perfect product of civilizalion.
— de la Ruffinière Du Prey

James Ackerman gaat zelfs nog een stap verder door te stellen dat het voorkomen van villa's door de geschiedenis heen gelieerd is aan de opkomst en de teloorgang van stedelijke culturen. De villa kan bijgevolg beschouwd worden als een extensie van het stedelijke leven. De ambigue positie die de villa innam in de tegenstelling stad-platteland, bepaalde net haar identiteit. Het type schiep mogelijkheden die het platteland, noch de stad boden. De Plinische villa's slaagden erin om hun eigenaar het beste te bieden uit twee werelden. De villa was de consensus tussen stad en platteland; een oord waar stedelijk comfort en landelijke rust hand in hand gingen. Het plaatsgebrek in de stad kon in de villa ruimschoots goedgemaakt worden. Op het platteland kon via de villa een platform gecreëerd worden waar men in een informele sfeer kon ontspannen, de tijd kon doorbrengen met vrienden of studeren. De villa was in het Oude Rome sterk verbonden met een hoge sociale status en vaak een manier om rijkdom te etaleren. Het platteland was de ideale plek voor wie het kon betalen, de negatieve kanten van het rurale bestaan werden tot een minimum teruggebracht door de voorzieningen van de villa. De Amerikaanse architectuurhistoricus James Ackerman stelde in 1986 dat de villa in de tijd van Plinius een soort fantasie was, een idylle waar men zich mentaal in kon terugtrekken. Meermaals verwijst Plinius naar zijn privé-appartementen als zijn 'lieveling':

een klein appartement dat ik bezit is mijn genot. In werkelijkheid is het mijn maîtresse.
— Plinius de jongere

Deze kleine privé-appartementen bestonden in elk van zijn villa's. De villa dient als een soort van paradijselijke setting om het stedelijke leven zo snel mogelijk te vergeten, er werd een schijnbaar ideale wereld gecreëerd. De villa fungeerde als een besloten koninkrijk met de eigenaar op de troon. Op sociaal vlak gold een (selectieve) discriminatie. De villa stelde de eigenaar in staat om zich te omringen met de mensen die hij zelf verlangde; ongewenste individuen werden moeiteloos geweerd. Het is net deze artificiële constructie, die allesomvattende grip op het verloop van de omstandigheden, die van de villa een beschermend orgaan maakte voor de eigenaar.

### Brief 2.17: beschrijving van de villa in Laurentum
In deze brief probeert Plinius zijn vriend Gallus te overtuigen van de kwaliteiten van zijn villa in Laurentum, en van een villa in het algemeen. Plinius doet dit door middel van een virtuele rondleiding door zijn landgoed, te beginnen bij een beschrijving van de twee toegangswegen naar de villa. De nadruk ligt hier op de natuur en het landschap van Laurentum. Vervolgens wordt de villa uitgebreid beschreven, van de inkom tot de privé-vertrekken van Plinius zelf. Plinius hecht veel belang aan de configuratie van de villa, de lichtinval, het verwarmingssysteem en speciale ruimtelijke kwaliteiten van bepaalde ruimtes. Daarna volgt een paragraaf die volledig gewijd is aan een klein privé appartement van Plinius. Hij was zeer verslingerd aan dit deel van zijn villa. Verder beschrijft Plinius zeer uitgebreid de ligging van de villa en de landschappelijke kenmerken die daarmee gepaard gaan.

### Brief 5.6: beschrijving van de villa in Toscane

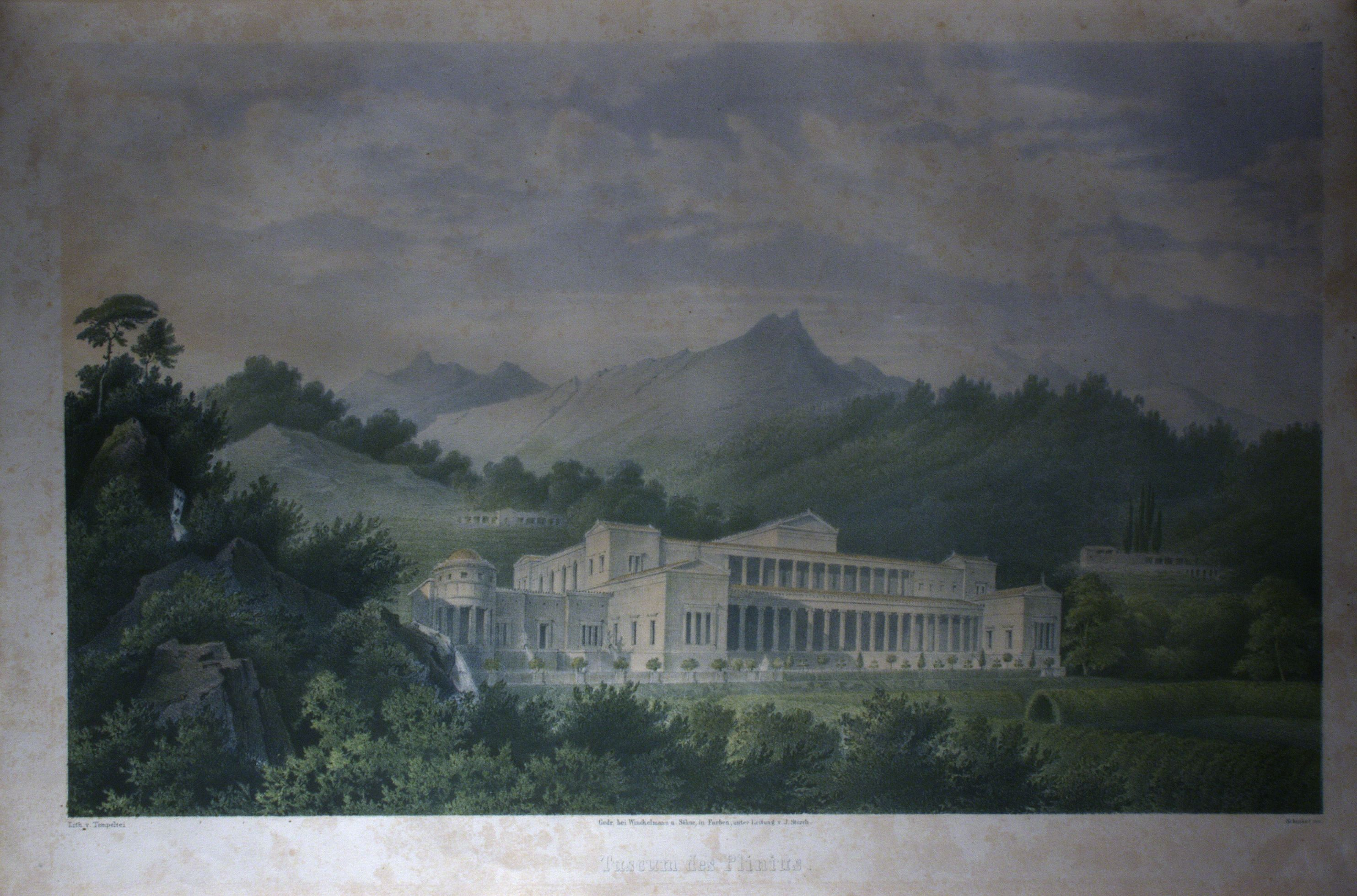
De reconstructie van de villa Tuscum

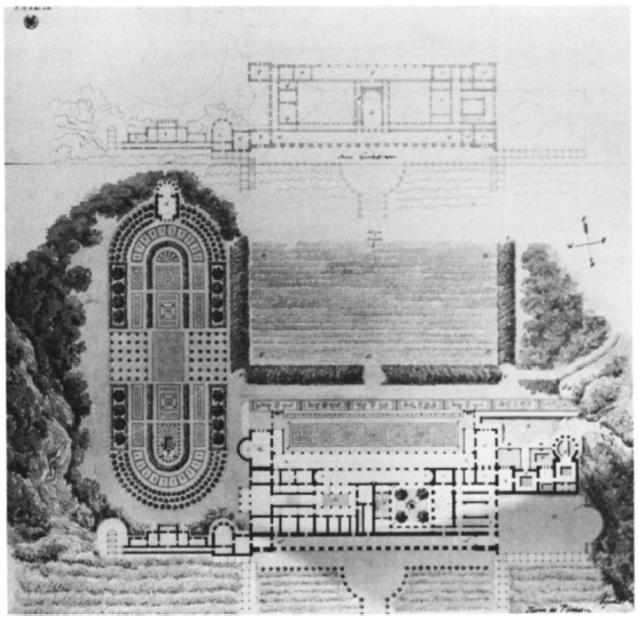
De reconstructie van de villa Tuscum door Schinkel

De brief is gericht aan Appolinaris en geeft een verslag van Plinius’ verblijf aan de Toscaanse kust, onder de Apennijnen. Over deze locatie schrijft hij vooral vanuit standpunt van de landbouw: de vruchtbaarheid van de gronden, de mogelijkheid om via de Tiber producten naar Rome uit te voeren, de fauna die er groeit, de invloed van de seizoenen op de omgeving, etc. De natuur krijgt opnieuw een prominente rol in de brief, hij beschrijft even uitvoerig de omgeving en haar relatie tot de villa. Plinius spreekt van een oogstrelende variëteit in het landschap, waarbij hij menselijke ingrepen, zoals een heg die de omheining aan het oog onttrekt en de wijngaarden op de flanken van de heuvels, en de natuurlijke schoonheid, bijvoorbeeld een langs de muur klimmende wijnstok, als in perfecte harmonie omschrijft. Plinius lijkt zich verder in de brief te verontschuldigen voor de tekortkomingen van zijn tekst:

Het is niet de brief die haar omschrijft, maar de villa, waar hij over gaat, die buitenissig is.
— Plinius de jongere

Het motieven van Plinius worden nu duidelijk: hij wil Appolinaris warm maken voor een bezoek aan zijn Villa Tuscum. Hij geeft nergens in een aanwijzing over de organisatie van de ruimtes ten opzichte van het geheel. Net door dit gebrek aan een duidelijke beschrijving van de algemene opbouw van de villa wordt het moeilijk een samenhangende reconstructie te maken, zo schreef Judith Wolin:

So the partis had to be imposed, and yet not contradict the explicit statements of the letter. Pliny soon took on the persona of a demanding, cranky, self-indulgent client; each student struggling both to "please" him and to make a coherent project. We all began to doubt the reality of his villa and began to see his letters as a purely literary exercize.
— Judith Wolin

### Navolgers van Plinius
Gedurende de geschiedenis werd Plinius’ ideologie van de villa door verschillende architecten geciteerd of gevolgd. Relaxatie door middel van studie, het houden van conversaties en discussies met intelligente vrienden, het belang van een rustige omgeving en de schoonheid van het landschap waartoe een villa is gericht, enzovoort. Deze principes krijgen navolging in de literatuur en architectuur. Zowat elke revival van de Romeinse villa architectuur refereert expliciet of impliciet met Romeinse schrijvers. De soms vage of dubbelzinnige beschrijvingen van de Romeinse auteurs stimuleerden een inventiviteit bij de traktaatschrijvers van de Renaissance en de publicatie van boeken over de villa lokten in Engeland een hele industrie van villa-architectuur. In Amerika maakten tijdschriften vanaf 1830 tot het midden van de twintigste eeuw villa-architectuur aantrekkelijk voor een breder publiek. Als belangrijkste "navolgers" kunnen genoemd worden Palladio, Schinkel en Von Klenze, maar ook de 20e-eeuwse modernist Le Corbusier wist zich geïnspireerd door Plinius' ideeën.

## Verspreiding in Benelux

### België

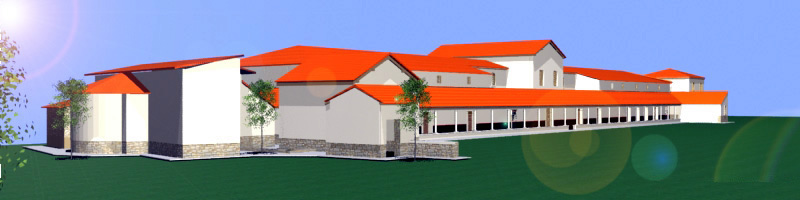
Model Romeinse villa van Waver

In Vlaanderen bevinden zich de meeste Gallo-Romeinse villae van het rustica-type in de Haspengouw, de vruchtbare lössstreek rondom Tongeren, met name langs de belangrijke heerweg Via Belgica. In Velzeke-Ruddershove (Zottegem) liggen de resten van Romeinse villa Steenbeke. De grootste ontdekte villa in Wallonië is die van Basse-Wavre in Waals-Brabant. Deze had een voorgevel van 130 m breedte met een zuilencolonnade van 110 m. Een andere grote villa bevond zich te Treignes in de Waalse gemeente Viroinval. De villa die in het centrum van Luik werd opgegraven, behoorde wellicht tot het villa urbana-type. De overblijfselen hiervan zijn te bezichtigen in het Archéoforum onder de Place Saint-Lambert. Ook in het Groothertogdom Luxemburg bevinden zich een aantal grote villacomplexen.

### Nederland
In Nederland kwam vrijwel uitsluitend het villa rustica-type voor. Er is in Nederland slechts één, mogelijk twee villae urbanae opgegraven, namelijk de Romeinse villa Plasmolen op de Kloosterberg te Mook en (mogelijk) de Romeinse villa Backerbosch te Cadier en Keer (beide met een façade van ruim 80 m breedte). Op de Zuid-Limburgse lössgronden zijn ongeveer 65 villae rusticae opgegraven. De grootste, met een erf van ruim 8 ha en een voorgevel van onbekende breedte en 22,5 m diepte, was de Romeinse villa Meerssen-Onderste Herkenberg. Ook verder naar het noorden, in de Maasvallei en het rivierengebied, lagen veel villae, waarvan er echter maar weinig zijn opgegraven. Voorbeelden zijn de villae te Maasbracht, Hoogeloon en Houten, en de vrijwel compleet opgegraven villa-achtige nederzetting te Druten-Klepperhei. In de kuststreek lagen waarschijnlijk geen volledig geromaniseerde villae. Hier zijn slechts enkele villa-achtige nederzettingen opgegraven, zoals in Rijswijk en Katwijk.

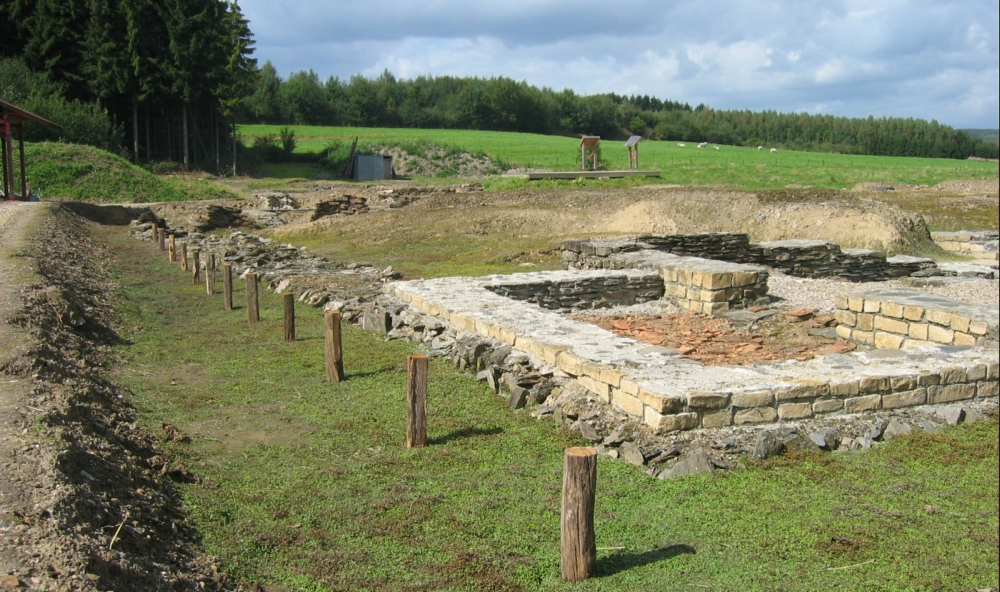
Opgraving Romeinse villa, Habay-la-Vieille
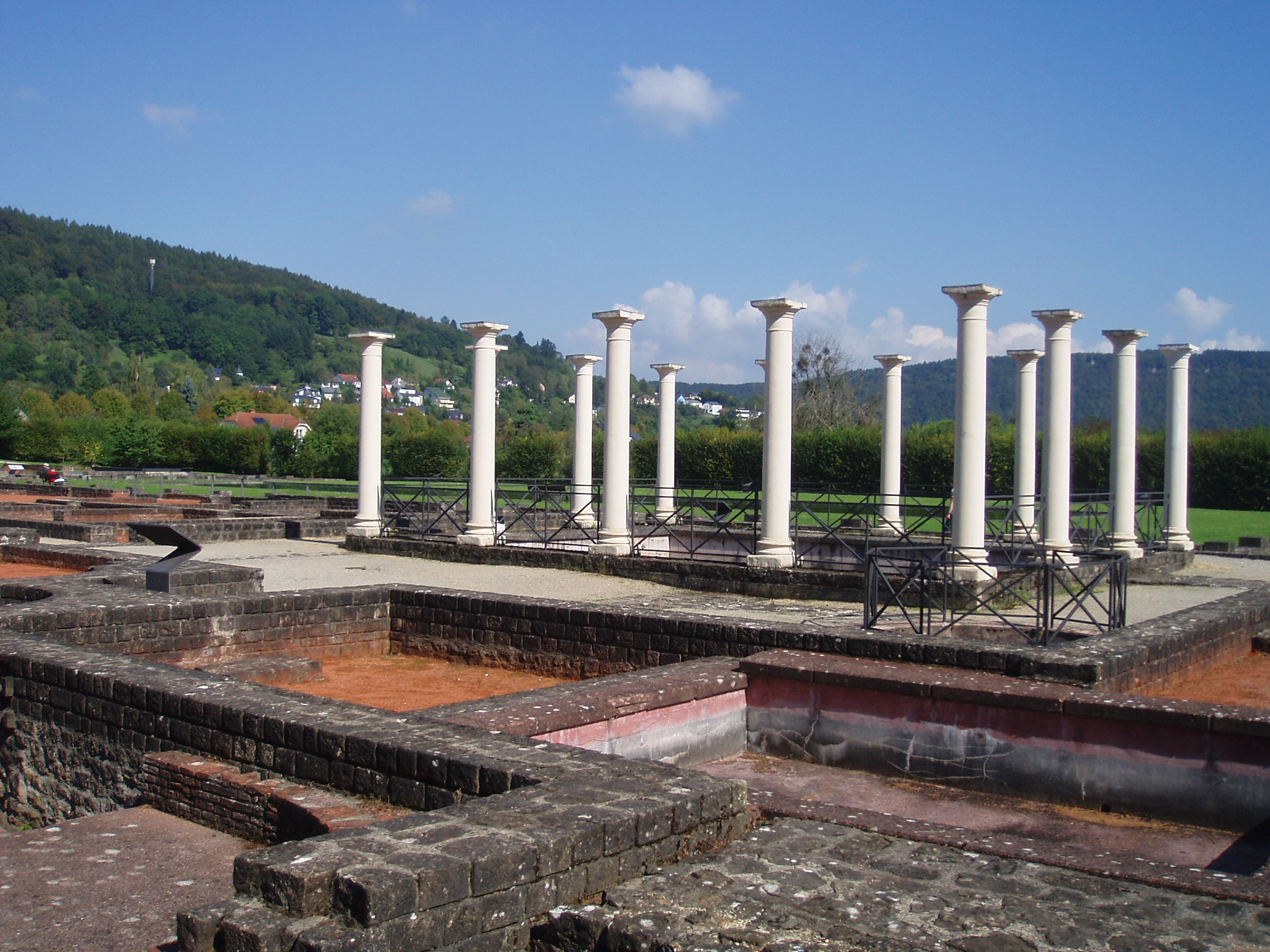
Gedeeltelijke reconstructie, Echternach
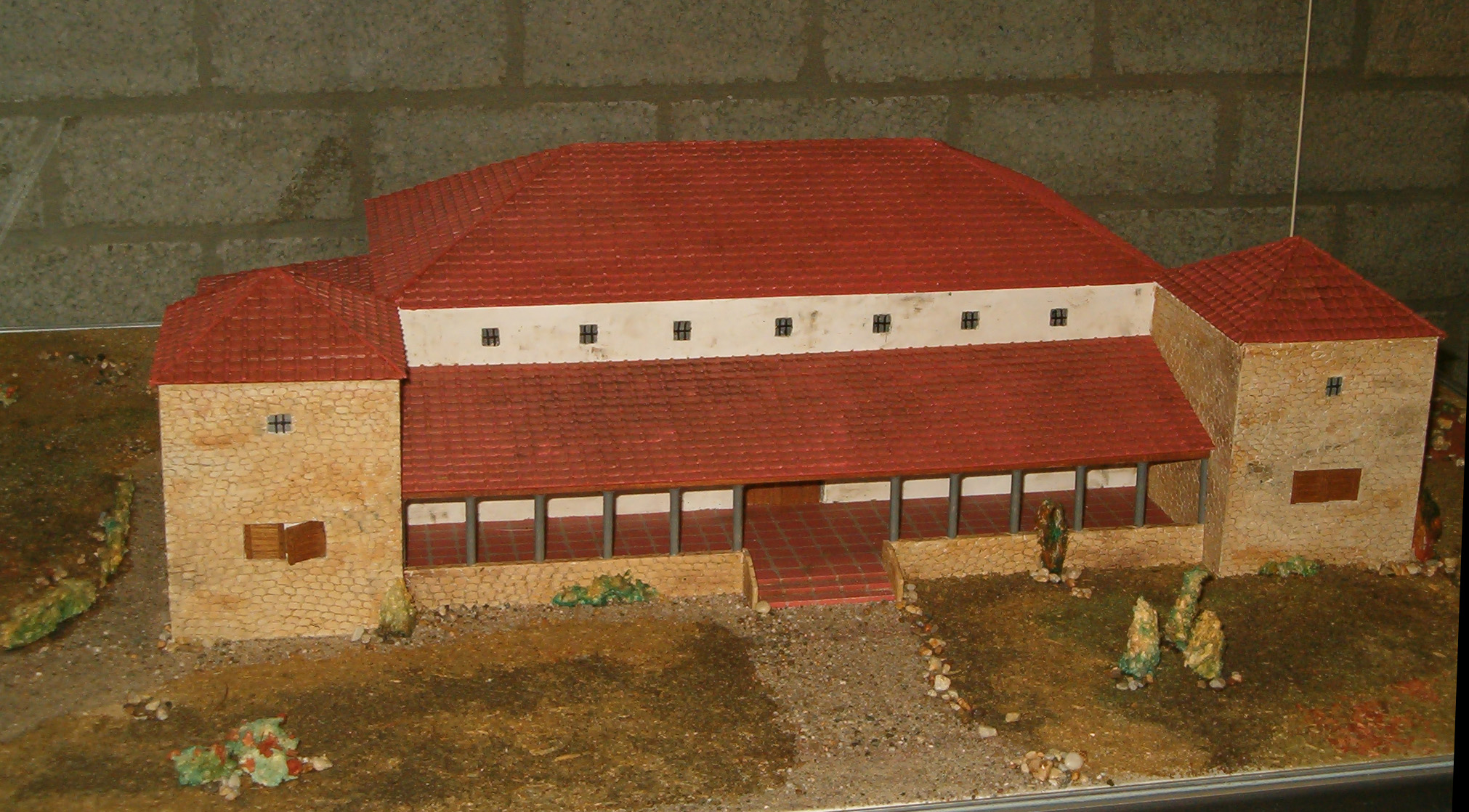
Model hoofdgebouw villa Vaesrade
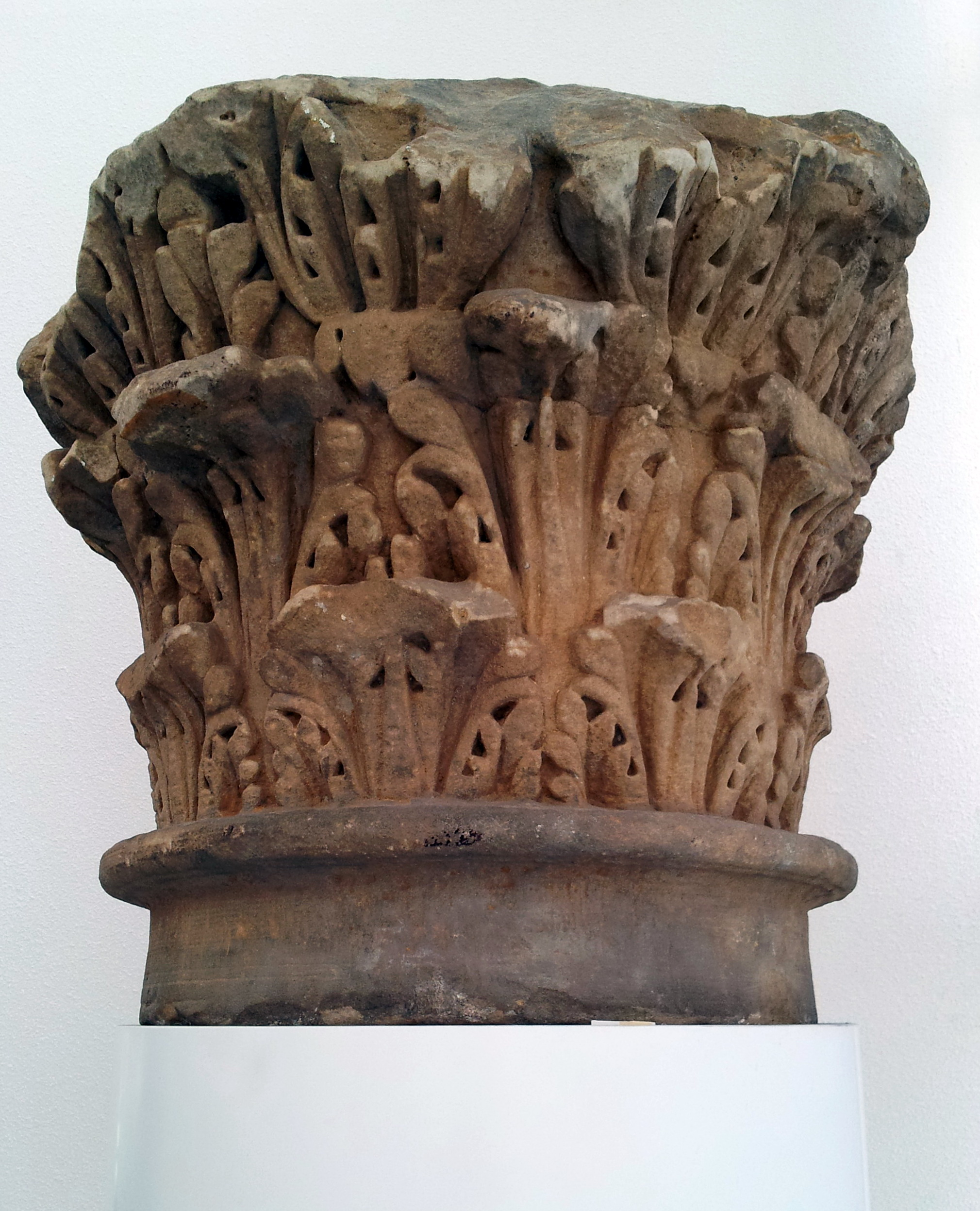
Korinthisch kapiteel, villa Meerssen-Herkenberg